# 171P/Spahr
171P/Spahr (też Spahr 2) – kometa krótkookresowa, należąca do rodziny Jowisza.

## Odkrycie
Kometa została odkryta 16 listopada 1998 na zdjęciach wykonanych w ramach programu Catalina Sky Survey. Jej odkrywcą był Timothy Spahr.

## Orbita komety i właściwości fizyczne
Orbita komety 171P/Spahr ma kształt elipsy o mimośrodzie 0,5. Jej peryhelium znajduje się w odległości 1,76 j.a., aphelium zaś 5,34 j.a. od Słońca. Jej okres obiegu wokół Słońca wynosi 6,69 roku, nachylenie do ekliptyki to wartość 21,95˚.
Jądro tej komety ma rozmiary maks. kilku km.